# Jan Surý
Jan Maria Surý SDB (18. října 1912 Frýdek-Místek – 14. prosince 1969 Zákupy) byl český katolický kněz, člen řádu salesiánů, autor a režisér divadelních her s náboženskou tematikou.

## Studium
Středoškolské vzdělání získal v nově otevřeném středisku saleziánského řádu v moravském Fryštáku a ve studiích pokračoval ve Svatém Beňadiku na Slovensku. Řád poslal Surého do Ljublaně ve Slovinsku, aby zde studovat divadelní vědu a herectví. Po vysvěcení na kněze v roce 1937 se věnoval práci s Junáky a manželskému poradenství ve střediscích v Ostravě a v Brně.

## Divadlo
Věnoval psaní divadelních her a úpravám cizích textů. Ve zlomku jeho zachovalé pozůstalosti jsou jen dvě práce: junácká veselohra Michael, odvážný vzduchoplavec z roku 1941 a vánoční hra z roku 1953 připravovaná pro Katusice.
V letech 1942-1943 působil jako katecheta v salesiánské komunitě v Brně-Žabovřeskách. Zde se úspěšně věnoval, kromě katechetiky, opět divadlu.
Řád ho požádal o sestavení pašijových her, k nimž použil podle vlastního tvrzení textů italských, německých a českých. Ze sestavení hlavních
postav v jeho provedení máme dojem, že využil i lidových textů známých z několika míst v Čechách. Italské předlohy asi posloužil při dramatické
výstavbě textu.
Měl schopnost kolem sebe soustředit velké talenty - ochotníky, a sám také všechny hry režíroval. Byl také výborným hercem. Vzpomíná se zvláště na jeho roli Ježíše Krista při pašijích. Pod jeho vedením dozráli i herci ve velké osobnosti - ze salesiánů zejména pan Spusta, Havlík, Matýsek a z oratoriánů Leonid Ochrymčuk, F. Antl, F. Putna, M. Rejnuš, K. Vecheta, A. Jelínek, M. Stehlík a mnoho dalších.

## Pašijové hry
Co se týče pašijových her, tyto hry O utrpení a přeslavném vzkříšení Našeho Pána Ježíše Krista tyto mají dlouhou tradici. Jen na Českolipsku je možné vystopovat profil pašijových scén aranžovaných jako dramatické výjevy mimo chrám od druhé poloviny 17. století. Objevují se postupně v několika městech. Pouze v Mimoni dospěly k určitému ucelenému projevu jako mnohahodinové souvislé představení.
Jejich text byl zpracován nově ve dvacátých letech 20. století kaplanem Standelmannem a využíval se až do válečného přerušení tradice. Nový text po válce vytvořil Jan Maria Surý, přičemž použil dílo sestavené již dříve před jeho příchodem do Mimoně.
Surý po válce působil v jako ředitel oratoře saleziánském středisku Na Skřivánku v Pardubicích a v rámci oslav 950. výročí smrti sv. Vojtěcha v 26. a 27. dubna 1947 byly pašije předvedeny ve Východočeském divadle v Pardubicích. Autor sám vystoupil v roli Ježíše. K zajímavostem jeho pojetí patří, že ve hře nevystupovala Ježíšova matka Maria ani Marie Magdalena.
Když byl jmenován litoměřickým biskupem Štěpán Trochta v roce 1947, pozval své salesiánské spolubratry podle možnosti do duchovní správy ve své diecézi. Přihlásil se i Surý a tak se dostal do Mimoně, kde se aktivně zasadil o inscenaci pašijí. Místní okolnosti jejich uvedení popsal Osvald Hons v knize Pašijové hry v Mimoni.

## Život v komunistické totalitě

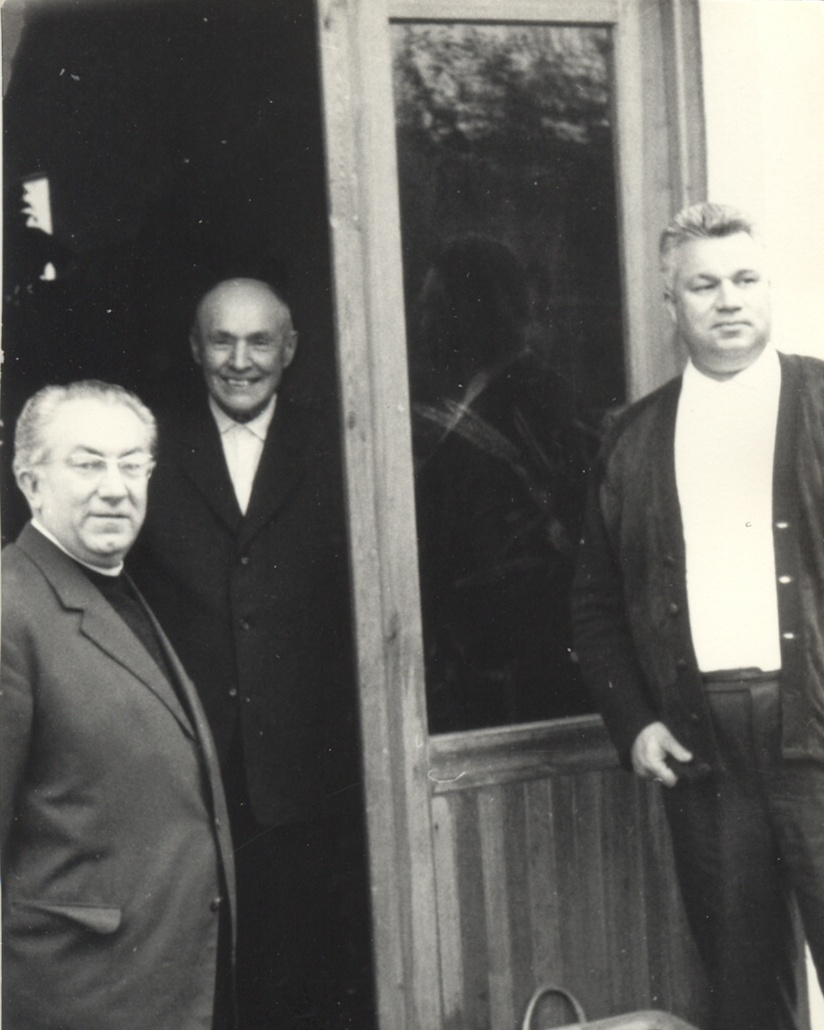
P. Surý s biskupem Stanislavem Zelou (uprostřed) zřejmě na Radvánově

P. Jan Surý a R.D. Václav Hataš při pohřbu kněze v Mimoni v r. 1960

Nevyhnul se však v 50. letech 20. století pronásledování řeholníků ze strany komunistických úřadů a tak byl v rámci Akce K v roce 1950 internován. Po propuštění z internace se objevil na mladoboleslavsku v Katusicích a Kováni. V roce 1954 podle katalogu litoměřické diecéze působil jako administrátor farnosti Kováň a excurrendo administrátor farnosti Skalsko.
Od přelomu padesátých a šedesátých let působil v České Lípě. Stal se českolipským vikářem a administrátorem farnosti Zákupy.
Když se vrátil z internace Štěpán Trochta do své diecéze v roce 1968, chtěl zařídit návrat některých řeholníků a tak do České Lípy povolal augustiniány v osobě Ivana Peši. Surý se stáhl do Zákup. Dne 14. prosince 1969 zde zemřel v sakristii kostela po mši svaté na infarkt. Pohřben byl ve Frýdku-Místku odkud pocházel. Pamětníci hovoří o něm jako o člověku, který vedl liturgii nápadně vznešeně a liturgická znamení činil s gesty skutečného herce.

## Divadelní hry
- Michael, odvážný vzduchoplavec, 1941
- Pašijové hry, Pardubice 1947
- Vánoční hra, Katusice 1953